# دانيال غونزاليس أوريلانا
دانيال غونزاليس أوريلانا (بالإسبانية: Daniel Enrique González Orellana)‏ هو لاعب كرة قدم تشيلي في مركز الدفاع، ولد في 20 فبراير 2002 في فالبارايسو في تشيلي. لعب مع سانتياغو واندررز.

## وصلات خارجية
- دانيال غونزاليس أوريلانا على موقع قاعدة بيانات كرة القدم.إي يو (الإنجليزية)
- دانيال غونزاليس أوريلانا على موقع Soccerway.com (الإنجليزية)